# Marathon van Tokio 2015

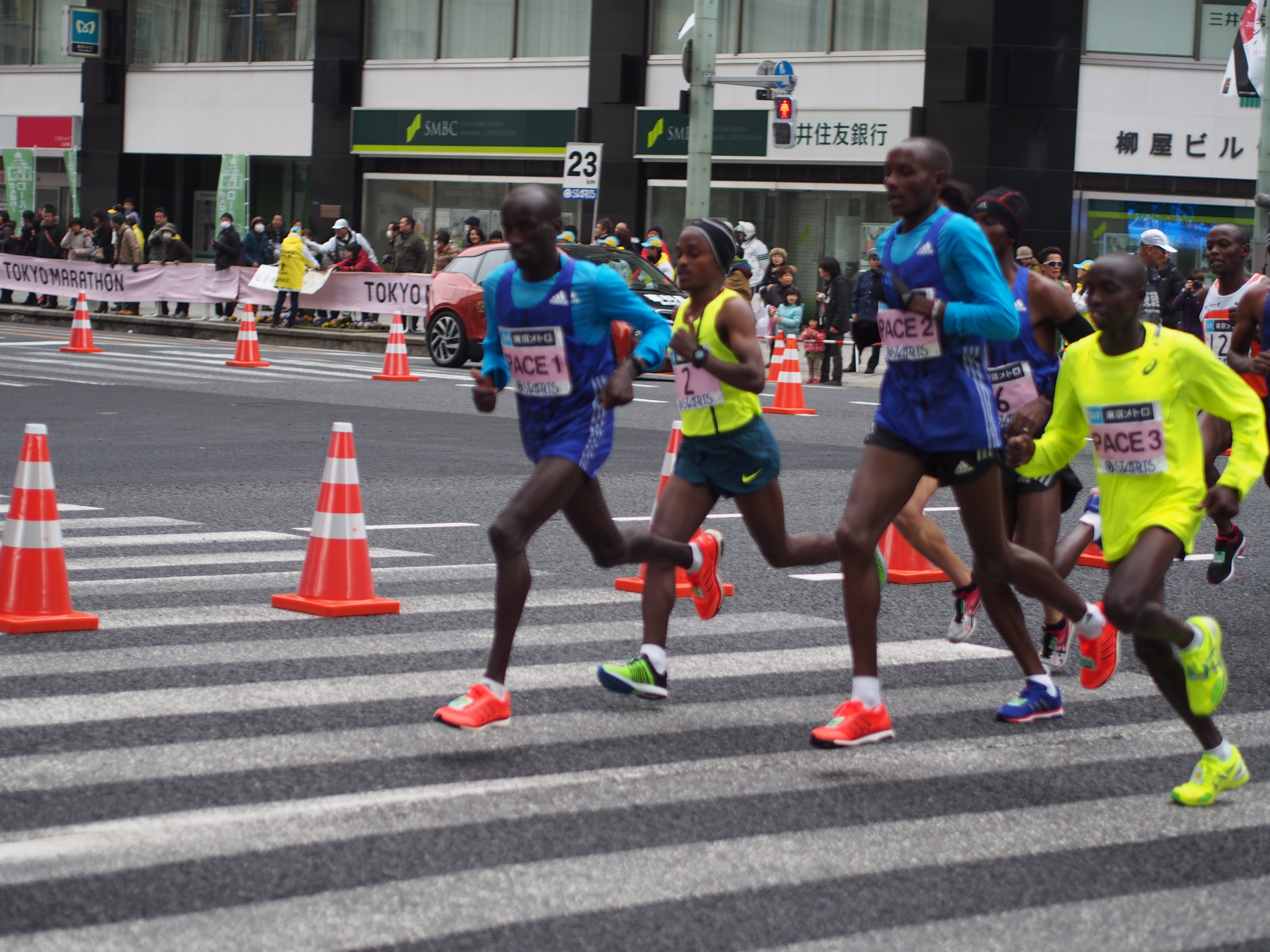
De groep met favorieten snelt door Tokio

De marathon van Tokio 2015 werd gehouden op zondag 22 februari 2015. Het was de negende editie van deze marathon.
De Ethiopiër Endeshaw Negesse kwam als eerste man over de finish in een tijd van 2:06.00. Hij bleef hiermee de Oegandees Stephen Kiprotich, die in 2:06.33 finishte, ruim voor. Bij de vrouwen zegevierde de Ethiopische Birhane Dibaba in 2:23.15, bijna 50 seconden sneller dan de als tweede finishende Keniaanse Helah Kiprop.
In totaal namen ongeveer 36.000 hardlopers deel aan de wedstrijd.

## Uitslagen

### Mannen
| rang   | naam               | land | tijd    |
| ------ | ------------------ | ---- | ------- |
| Goud   | Endeshaw Negesse   | ETH  | 2:06.00 |
| Zilver | Stephen Kiprotich  | UGA  | 2:06.33 |
| Brons  | Dickson Kiptolo    | KEN  | 2:06.34 |
| 4      | Dechase Leche      | BRN  | 2:07.20 |
| 5      | Peter Kimeli       | KEN  | 2:07.22 |
| 6      | Markos Geneti      | ETH  | 2:07.25 |
| 7      | Masato Imai        | JPN  | 2:07.39 |
| 8      | Tsegay Kebede      | ETH  | 2:07.58 |
| 9      | Hiroaki Sano       | JPN  | 2:09.12 |
| 10     | Benjamin Ngandu    | KEN  | 2:09.18 |
| 11     | Koji Gokaya        | JPN  | 2:09.21 |
| 12     | Yared Asmerom      | ERI  | 2:09.41 |
| 13     | Takehiro Deki      | JPN  | 2:11.14 |
| 14     | Shun Sato          | JPN  | 2:11.39 |
| 15     | Tomoyuki Morita    | JPN  | 2:11.41 |
| 16     | Tatsunori Hamasaki | JPN  | 2:12.12 |
| 17     | Ryo Yamamoto       | JPN  | 2:12.46 |
| 18     | Hirokatsu Kurosaki | JPN  | 2:13.16 |
| 19     | Keiji Akutsu       | JPN  | 2:13.26 |
| 20     | Yuki Sato          | JPN  | 2:14.15 |
| 21     | Makoto Harada      | JPN  | 2:14.52 |
| 22     | Atsushi Hasegawa   | JPN  | 2:15.18 |
| 23     | Kenichi Shiraishi  | JPN  | 2:15.31 |
| 24     | Hideaki Tamura     | JPN  | 2:15.58 |
| 25     | Kohei Matsumura    | JPN  | 2:16.08 |

### Vrouwen
| rang   | naam              | land | tijd    |
| ------ | ----------------- | ---- | ------- |
| Goud   | Birhane Dibaba    | ETH  | 2:23.15 |
| Zilver | Helah Kiprop      | KEN  | 2:24.03 |
| Brons  | Tiki Gelana       | ETH  | 2:24.26 |
| 4      | Sally Chepyego    | KEN  | 2:26.43 |
| 5      | Filomena Cheyech  | KEN  | 2:26.54 |
| 6      | Yeshi Esayias     | ETH  | 2:30.15 |
| 7      | Madoka Ogi        | JPN  | 2:30.25 |
| 8      | Albina Mayorova   | RUS  | 2:34.21 |
| 9      | Yukari Abe        | JPN  | 2:34.43 |
| 10     | Yumiko Kinoshita  | JPN  | 2:35.49 |
| 11     | Lauren Kleppin    | USA  | 2:37.13 |
| 12     | Ayano Kondo       | JPN  | 2:38.06 |
| 13     | Kaori Oyama       | JPN  | 2:38.43 |
| 14     | Mayumi Uchiyama   | JPN  | 2:39.54 |
| 15     | Mitsuko Hirose    | JPN  | 2:40.35 |
| 16     | Kiue Tabata       | JPN  | 2:43.24 |
| 17     | Yukari Nomura     | JPN  | 2:43.27 |
| 18     | Haruka Noda       | JPN  | 2:44.13 |
| 19     | Maki Inami        | JPN  | 2:45.03 |
| 20     | Shinobu Ayabe     | JPN  | 2:45.50 |
| 21     | Hiromi Owada      | JPN  | 2:46.39 |
| 22     | Ryo Kawahara      | JPN  | 2:47.15 |
| 23     | Ayaka Koma        | JPN  | 2:47.21 |
| 24     | Toshiko Yoshikawa | JPN  | 2:47.29 |
| 25     | Yuka Aoyama       | JPN  | 2:47.58 |

Tokyo International Marathon (alleen mannen)

1981 · 1982 · 1983 · 1984 · 1985 · 1986 · 1987 · 1988 · 1989 · 1990 · 1991 · 1992 · 1993 · 1994 · 1995 · 1996 · 1997 · 1998 · 1999 · 2000 · 2001 · 2002 · 2003 · 2004 · 2005 · 2006

Tokyo International Women's Marathon (alleen vrouwen)

1979 · 1980 · 1981 · 1982 · 1983 · 1984 · 1985 · 1986 · 1987 · 1988 · 1989 · 1990 · 1991 · 1992 · 1993 · 1994 · 1995 · 1996 · 1997 · 1998 · 1999 · 2000 · 2001 · 2002 · 2003 · 2004 · 2005 · 2006 · 2007 · 2008

Tokyo Marathon (beide)

2007 · 2008 · 2009 · 2010 · 2011 · 2012 · 2013 · 2014 · 2015 · 2016 · 2017 · 2018 · 2019 · 2020 · 2021 · 2022 · 2023 · 2024